# Aso, Kumamoto
Aso (阿蘇市 Aso-shi) là thành phố thuộc tỉnh Kumamoto, Nhật Bản. Tính đến ngày 1 tháng 10 năm 2020, dân số ước tính thành phố là 24.930 người và mật độ dân số là 66 người/km2. Tổng diện tích thành phố là 376,3 km2.